# Remusatia yunnanensis
Remusatia yunnanensis là một loài thực vật có hoa trong họ Ráy (Araceae). Loài này được (H.Li & A.Hay) A.Hay mô tả khoa học đầu tiên năm 2002.